# Philippsbourg
Ne doit pas être confondu avec Philippsburg.
Philippsbourg est une commune française du département de la Moselle en région Grand Est.
Le village, situé aux confins de l'Alsace et de la Lorraine, fait partie du pays de Bitche, du parc naturel régional des Vosges du Nord et du bassin de vie de la Moselle-Est.

## Géographie

### Localisation
Au cœur du pays couvert, dans un paysage accidenté parsemé de pointements de grès, le village de Philippsbourg s'est développé le long de la route de Bitche à Haguenau, juste aux confins de l'Alsace et de la Lorraine.
Philippsbourg est situé à 7 km de Niederbronn-les-Bains et à 16 km de Bitche.

### Géologie et relief
La commune se compose de 29,69 hectares de territoires artificialisés (1,25 %), 214,09 hectares de territoires agricoles (9,02 %) et 2 129,43 hectares de forêts et milieux semi-naturels (89,74 %).
Espaces naturels :
- Neuf espaces protégés hors Natura 2000 :

Bannstein, tourbière de l'étang de Hanau, étang de Lieschbach, Rothenbruch, rochers et tourbières du Pays De Bitche, Vosges du Nord (eéserve de biosphère : zone centrale, zone tampon, zone de transition), Parc naturel régional.
- Deux espaces protégés Natura 2000 : Cours d'eau, tourbières, rochers et forêts des Vosges du nord et souterrain de Ramstein, Forêts, rochers et étangs du pays de Bitche.
- Quatre zones naturelles d'intérêt écologique, faunistique et floristique (Znieff) : Pelouse sableuse de Bannstein à Philippsbourg, Forêts du Pays de Bitche et gîtes à chiroptères, Pays de Bitche, cours d'eau et tourbières des Vosges du Nord.

Rochers et tourbières du Pays de Bitche.
Le village et ses écarts se situent principalement dans la vallée du Falkensteinerbach, ouvrant le pays de Bitche vers l'Alsace.
Forêt domaniale de Hanau II.
Le village est situé dans la partie mosellane du Parc naturel régional des Vosges du Nord. Le territoire de ce Parc naturel s’est vu attribuer le label de Réserve mondiale de la biosphère par l’UNESCO.
Village-rue caractéristique, Philippsbourg est dominé par la haute silhouette de l'église protestante. Le village conserve encore quelques maisons anciennes, dont une très longue ferme de 1812.

### Hydrographie et eaux souterraines

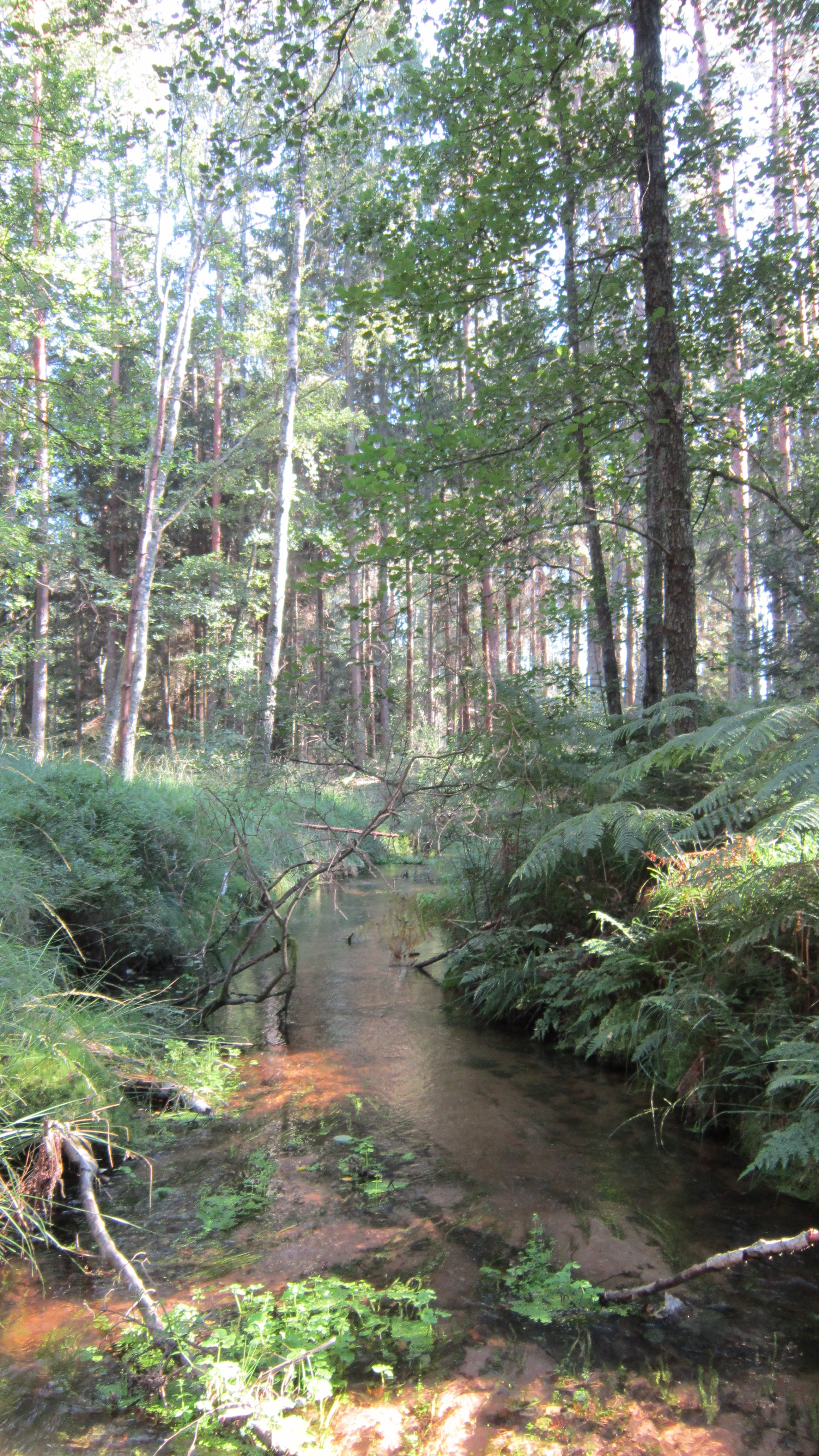
Le Scwharzbach.

- Le cours d'eau aux rives escarpées s'étire à travers la grande forêt domaniale de Bannstein[5].
- Le Schwarzbach et plus particulièrement son affluent le Rothenbach, dans la réserve naturelle nationale des rochers et tourbières du pays de Bitche, à la limite des communes de Sturzelbronn et de Philippsbourg.
- Le Falkensteinerbach[6].
- 7 ruisseaux.* le Falkensteinbach[7], * le Rothenbach[8], * de Etang De[9], * de l'Etang de Lieschbach[10], * de Waldeck[11].

- Étangs : * L'étang du Lieschbach; * L'étang de Hanau.

- Citernes de châteaux :

 * Citerne du Château de Rothenbourg ; * Citerne du Château du Falkenstein ; * Citerne du Château du Helfenstein.

Hydrogéologie et climatologie : Système d’information pour la gestion des eaux souterraines du bassin Rhin-Meuse :
Territoire communal : Occupation du sol (Corinne Land Cover); Cours d'eau (BD Carthage),
Géologie : Carte géologique; Coupes géologiques et techniques,
 Hydrogéologie : Masses d'eau souterraine; BD Lisa; Cartes piézométriques.
La commune dispose d'une station d'épuration d'une capacité de 450 équivalent-habitants,.
Station de lagunage de l'étang de Hanau, permettant l’épuration des eaux usées en provenance du camping, de l’hôtel, du restaurant et du centre de «Étoile du matin »,

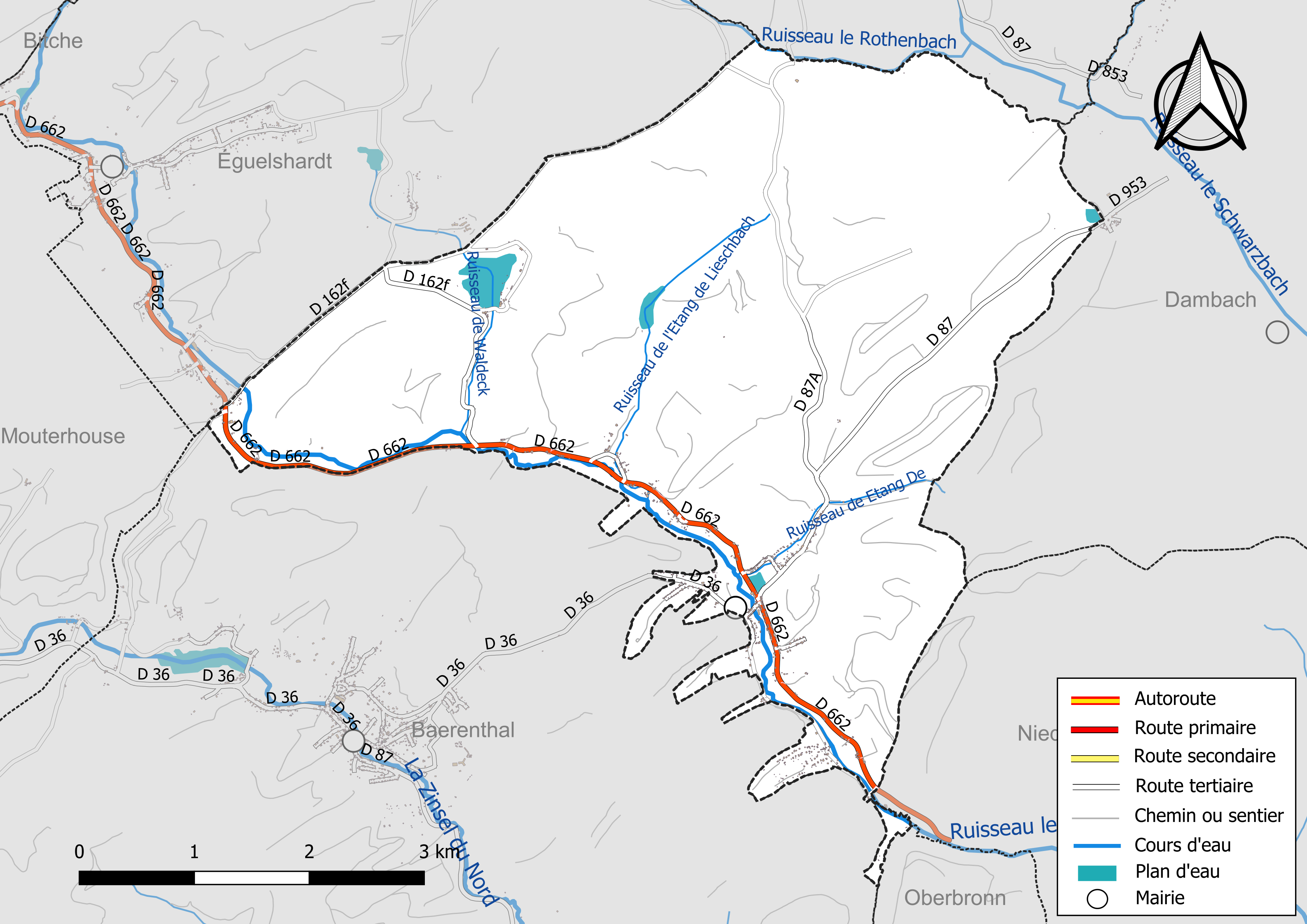
Réseaux hydrographique et routier de Philippsbourg.

### Climat
Pour des articles plus généraux, voir Climat du Grand Est et Climat de la Moselle.
En 2010, le climat de la commune est de type climat des marges montargnardes, selon une étude du Centre national de la recherche scientifique s'appuyant sur une série de données couvrant la période 1971-2000. En 2020, Météo-France publie une typologie des climats de la France métropolitaine dans laquelle la commune est exposée à un climat semi-continental et est dans la région climatique  Vosges, caractérisée par une pluviométrie très élevée (1 500 à 2 000 mm/an) en toutes saisons et un hiver rude (moins de 1 °C). 
Pour la période 1971-2000, la température annuelle moyenne est de 10 °C, avec une amplitude thermique annuelle de 17,5 °C. Le cumul annuel moyen de précipitations est de 922 mm, avec 11,5 jours de précipitations en janvier et 10,1 jours en juillet. Pour la période 1991-2020, la température moyenne annuelle observée sur la station météorologique de Météo-France la plus proche, « Mouterhouse », sur la commune de Mouterhouse à 9 km à vol d'oiseau, est de 10,1 °C et le cumul annuel moyen de précipitations est de 954,2 mm. 
La température maximale relevée sur cette station est de 40,4 °C, atteinte le 25 juillet 2019 ; la température minimale est de −23 °C, atteinte le 13 janvier 1987,,. 
Les paramètres climatiques de la commune ont été estimés pour le milieu du siècle (2041-2070) selon différents scénarios d'émission de gaz à effet de serre à partir des nouvelles projections climatiques de référence DRIAS-2020. Ils sont consultables sur un site dédié publié par Météo-France en novembre 2022.

### Voies de communications et transports

#### Voies routières
- Autoroute A4, appelée autoroute de l’Est. Échangeur no 6 à Hochfelden : Départementale 1062[25].

#### Transports en commun

##### Autocars
- Transports à la demande Moselle Fluo Grand Est (Transport interurbain des Mosellans.)

##### Lignes SNCF

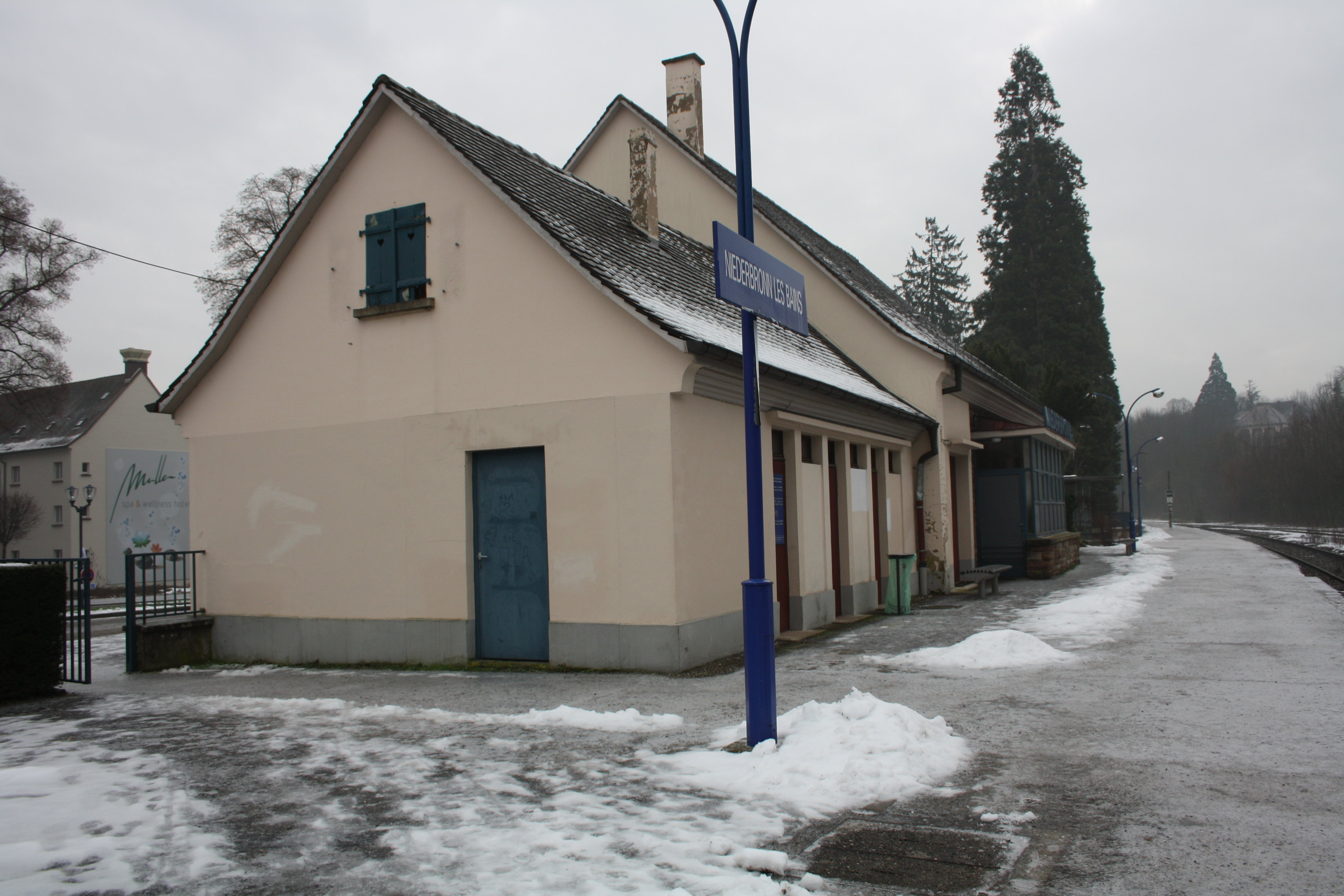
Gare de Niederbronn.

- La gare la plus proche de Philippsbourg est aujourd'hui la gare de Niederbronn qui se trouve à 7,3 km du bourg[26]. En effet, la ligne de Bitche à Niederbronn, qui passe par Philippsbourg, est exploitée par autocars. La gare de Niederbronn quant à elle est desservie par des trains express régionaux.
- Ancienne gare de Philippsbourg.
- Gare de Reichshoffen-Ville à 10,5 km.
- Gare de Gundershoffen à 13,8 km.
- Gare de Bitche à 14,8 km.

##### Aéroports et aérodromes
Les aéroports à 50 km maximum :
- aéroport de Deux-Ponts ;
- aéroport de Sarrebruck ;
- aéroport de Karlsruhe-Baden-Baden ;
- aéroport de Strasbourg-Entzheim.

### Écarts et lieux-dits

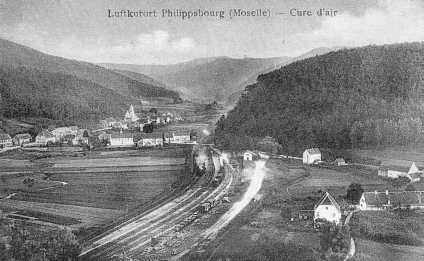
Vue du village au début du XXe siècle.

Les écarts du village sont nombreux, réduits à quelques rares maisons :
- An der Strasse date de 1840.
- Hanau de 1861.
- Falkenstein, château cité dès 1127 et détruit au XVIIe siècle.

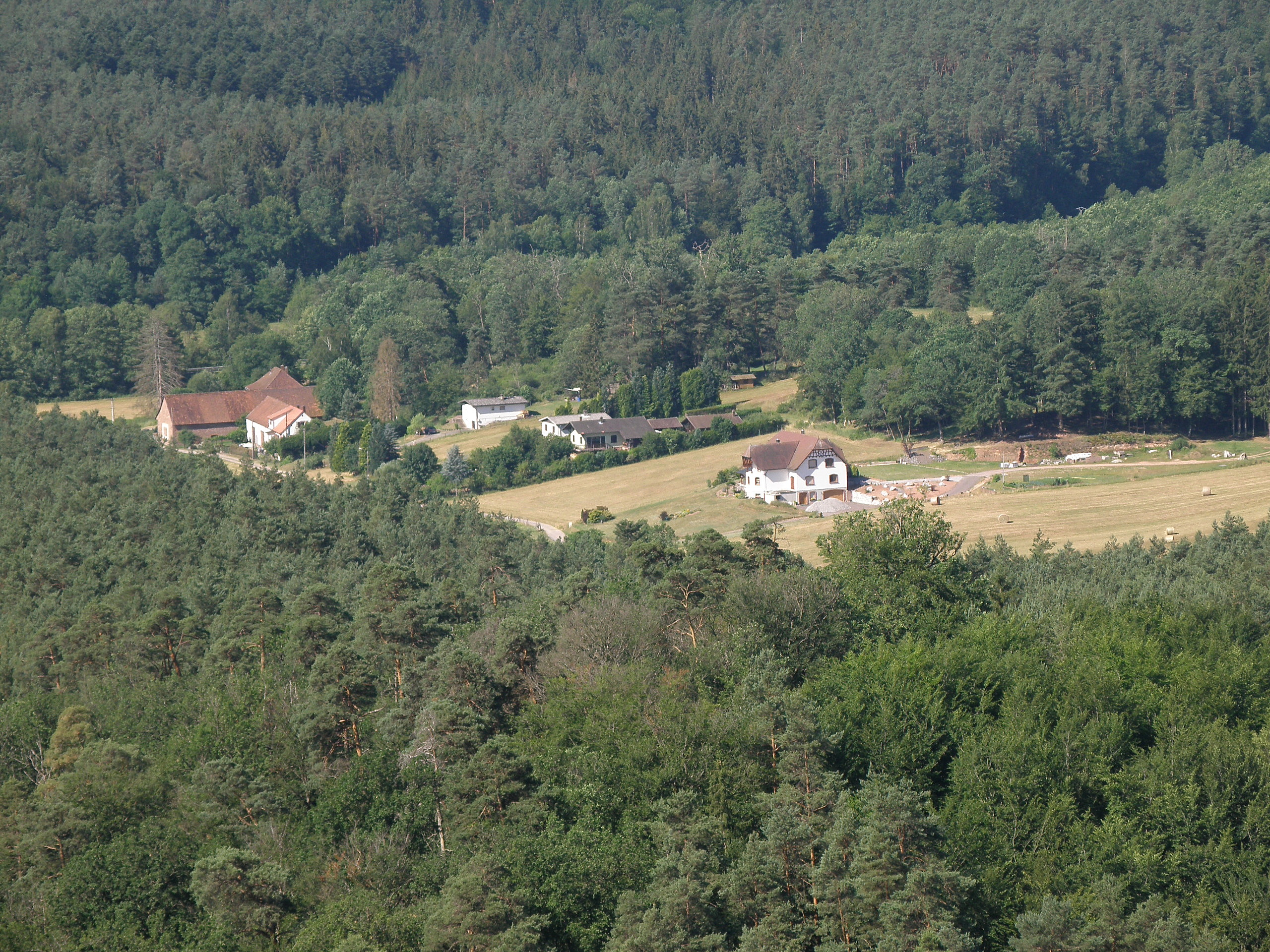
Hameau de Lieschbacher Feld, vu depuis le château du Falkenstein.

- Helfenstein, château déjà détruit en 1437.
- Kachler de 1850.
- Leitzelthal, mentionné au XIVe siècle, appartient à la seigneurie de Falkenstein.
- Lieschbach est déjà nommé en 1170 comme village-frontière de la seigneurie de Bitche.
- Mambach est indiqué en 1527 comme possession de l'abbaye de Sturzelbronn.
- Mattenthal de 1863.
- Muckenthal de 1795.
- Rothenburg, château fort datant du IXe siècle.
- Schlangenthal de 1810.
- Schloss, du début du XVIIe siècle.
- La maison forestière du Schlossberg de 1854.
- Unter, de 1860.
- Weiherthal de 1898.
- Gehrhardt et Reiterbach sont d'origine récente.

Les hameaux de Netzelhof, de Katzenthal et de Schweizerhof sont probablement construits avant 1767. L'écart disparu de Rothenbrunnen ou Rothenbronnerhof est encore mentionné en 1798.

## Urbanisme

### Typologie
Au 1er janvier 2024, Philippsbourg est catégorisée commune rurale à habitat dispersé, selon la nouvelle grille communale de densité à sept niveaux définie par l'Insee en 2022.
Elle est située hors unité urbaine et hors attraction des villes,.

### Occupation des sols
L'occupation des sols de la commune, telle qu'elle ressort de la base de données européenne d’occupation biophysique des sols Corine Land Cover (CLC), est marquée par l'importance des forêts et milieux semi-naturels (89,6 % en 2018), une proportion sensiblement équivalente à celle de 1990 (89,2 %). La répartition détaillée en 2018 est la suivante : 
forêts (89,6 %), zones agricoles hétérogènes (9,1 %), zones urbanisées (1,3 %), prairies (0,1 %). L'évolution de l’occupation des sols de la commune et de ses infrastructures peut être observée sur les différentes représentations cartographiques du territoire : la carte de Cassini (XVIIIe siècle), la carte d'état-major (1820-1866) et les cartes ou photos aériennes de l'IGN pour la période actuelle (1950 à aujourd'hui).

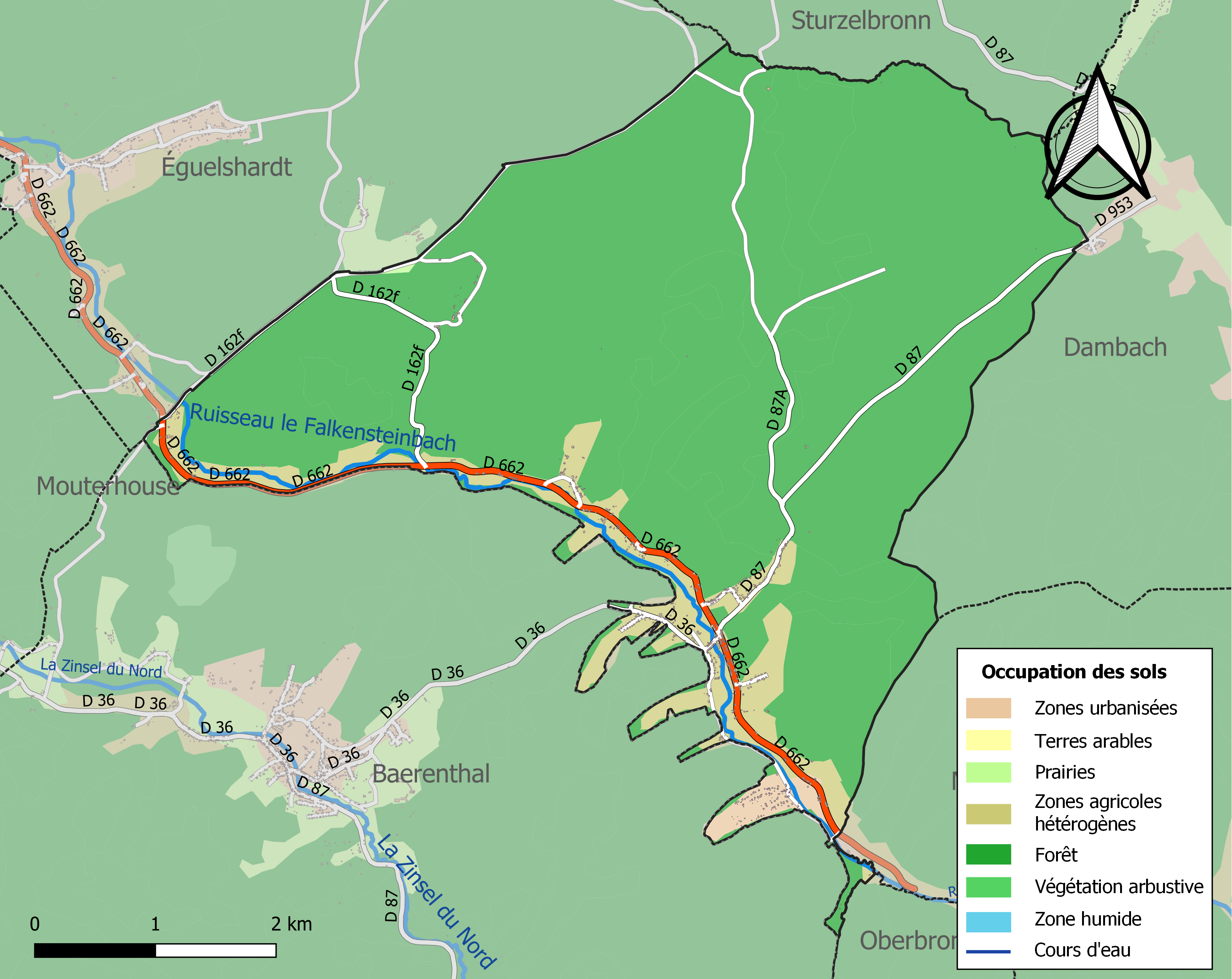
Carte des infrastructures et de l'occupation des sols de la commune en 2018 (CLC).

### Sismicité
- Commune située dans une zone de sismicité modérée[34],[35].

## Toponymie
- Le village doit son nom au comte Philippe IV de Hanau-Lichtenberg, qui y fait construire un château en 1606[36].
- Philippsburg en 1606, Philipsbourg en 1793.
- Phillipsburch en francique lorrain. Philippsburg en allemand.

### Sobriquet
Die Zigiener (Zigeuner) = les tziganes, en 1793 les tziganes sont obligés de se faire inscrire et ils élisent domicile aux villages de Baerenthal et Philippsbourg, où grâce aux grands bois et à la proximité des frontières, ils espéraient pouvoir maintenir leur type de vie.

## Histoire
L'annexe de Lieschbach marque la limite entre les provinces de la Gaule belgique et de la Germanie. Le territoire fait alors partie de la seigneurie de Falkenstein qui est vendue en 1564 aux comtes de Hanau-Lichtenberg. Le village doit son nom au comte Philippe IV de Hanau-Lichtenberg qui y fait construire un château en 1566, situé sur la rive droite du Falkensteinerbach, au nord-ouest de l'agglomération actuelle.
En 1606, Charles III de Lorraine, seigneur de Bitche, renonce à ses droits sur le territoire en faveur des Hanau-Lichtenberg qui le réunissent à leur bailliage de Lemberg, près de Pirmasens. En 1633, le château est détruit par les troupes impériales et lorraines. 
Au pied du château en ruines se développe le village de Philippsbourg, qui passe en 1736, avec la seigneurie de Hanau-Lichtenberg, au landgrave de Hesse-Darmstadt.

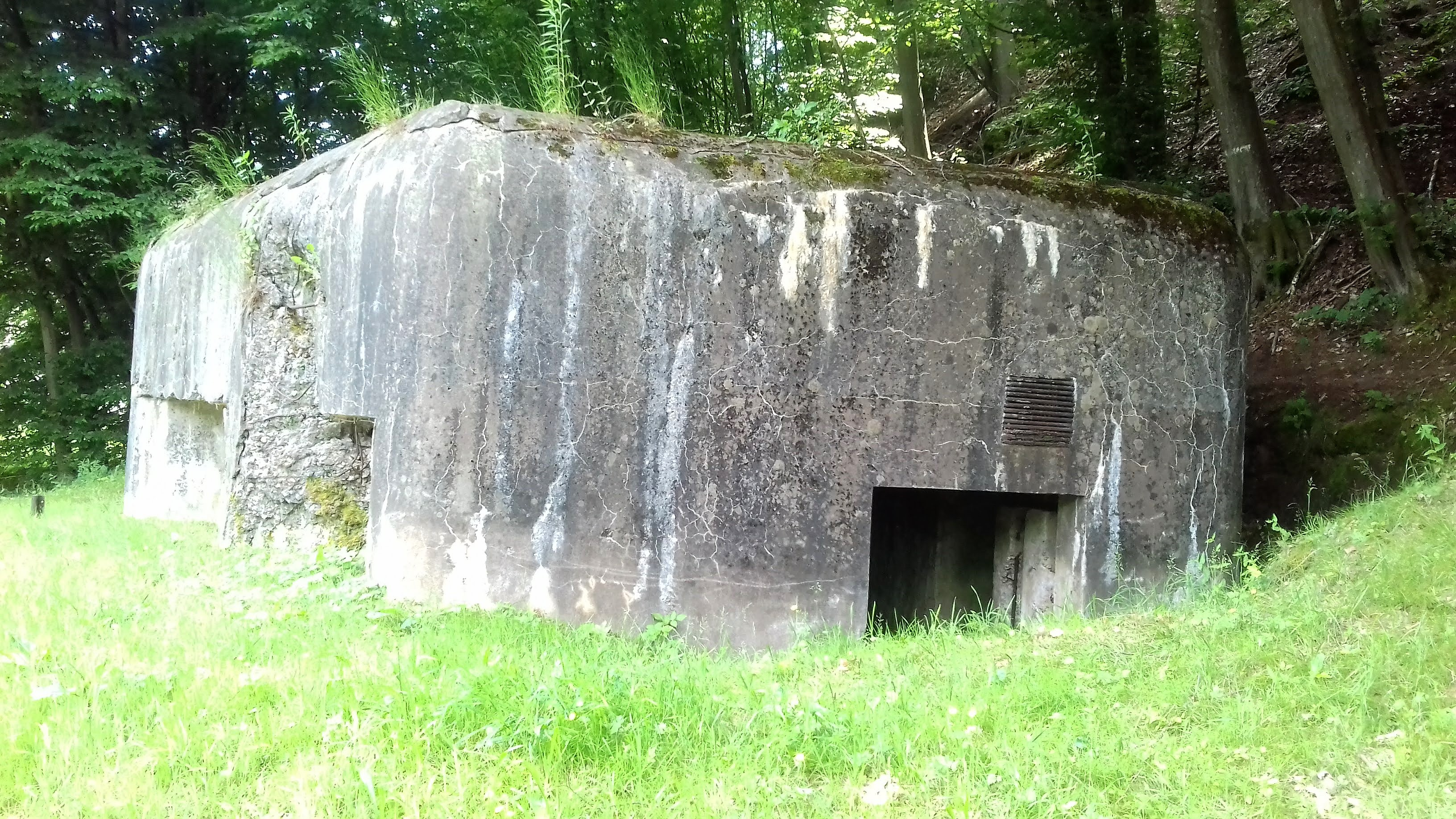
Bunker de la Ligne Maginot.

Le village est annexé par la France durant la Révolution (en 1793).
Pendant la Seconde Guerre mondiale, le village est évacué le 1er septembre 1939 à Saint-Simeux et Sonneville en Charente, la mairie s'y étant repliée. Le village est bombardé en septembre 1944 et de janvier à mars 1945. Il est libéré par les Américains le 17 mars 1945.

## Politique et administration

### Situation administrative

Situation de Philippsbourg (rouge) au sein du canton de Bitche (gris).

Depuis 1802, Philippsbourg est rattachée à l'arrondissement de Sarreguemines. La commune dépend de la cinquième circonscription de Moselle.
Depuis sa réunion à la France en 1793, la commune fait partie du canton de Bitche (46 communes pour près de 35 000 habitants). Selon le principe de parité, deux conseillers départementaux - une femme, un homme - sont nécessairement issus des suffrages. À la suite des élections départementales des 22 et 29 mars 2015, les représentants auprès du conseil départemental de la Moselle sont Anne Mazuy-Harter (DVD) et David Suck (UDI), ancien vice-président du conseil général.

### Instances judiciaires et administratives
Dans le ressort de la Cour d'appel de Metz, Philippsbourg relève du tribunal de grande instance, du tribunal d'instance, du tribunal pour enfants et du bureau foncier de Sarreguemines, de la Cour d'Assises de Moselle, du tribunal administratif de Strasbourg et de la cour administrative d'appel de Nancy.

Situation de la C.C. du Pays de Bitche (rouge) au sein de la Moselle (gris).

La commune se trouve dans la circonscription de gendarmerie de la communauté de brigades (COB) de Bitche.

### Intercommunalité
Philippsbourg fait partie de la communauté de communes du Pays de Bitche (CCPB) qui regroupe en son sein quarante-six communes situées autour de Bitche. Depuis 2020, cette institution est présidée par David Suck, adjoint au maire de Volmunster et vice-président du conseil départemental.
Parmi ses nombreuses compétences, la CCPB gère le gymnase et le plateau sportif du collège de Lemberg, le gymnase et le plateau sportif du collège Kieffer de Bitche, La piscine et la médiathèque Rocca de Bitche, le site du Simserhof au Légeret, le site verrier de Meisenthal, le musée du Sabotier de Soucht, le site du moulin d'Eschviller, la collecte des ordures ménagères, l’entretien des cours d’eau et le développement touristique. Le siège administratif et les bureaux de la CCPB se situent à Bitche, au 4 rue du Général Stuhl.

### Liste des maires
| Période                                  | Période   | Identité                          | Étiquette | Qualité                                              |
| ---------------------------------------- | --------- | --------------------------------- | --------- | ---------------------------------------------------- |
| Les données manquantes sont à compléter. |           |                                   |           |                                                      |
| 19XX                                     | 19XX      | Robert Marie Jean Pierre Schmelck |           | Magistrat, Premier président de la cour de cassation |
| mars 1983                                | juin 1995 | Charles Martig                    |           |                                                      |
| juin 1995                                | mars 2008 | Patrice Jacquel                   |           |                                                      |
| mars 2008                                | mars 2014 | Jean-Paul Droval                  |           |                                                      |
| mars 2014                                | En cours  | Mathieu Muller                    |           | Magistrat                                            |

### Budget et fiscalité 2023

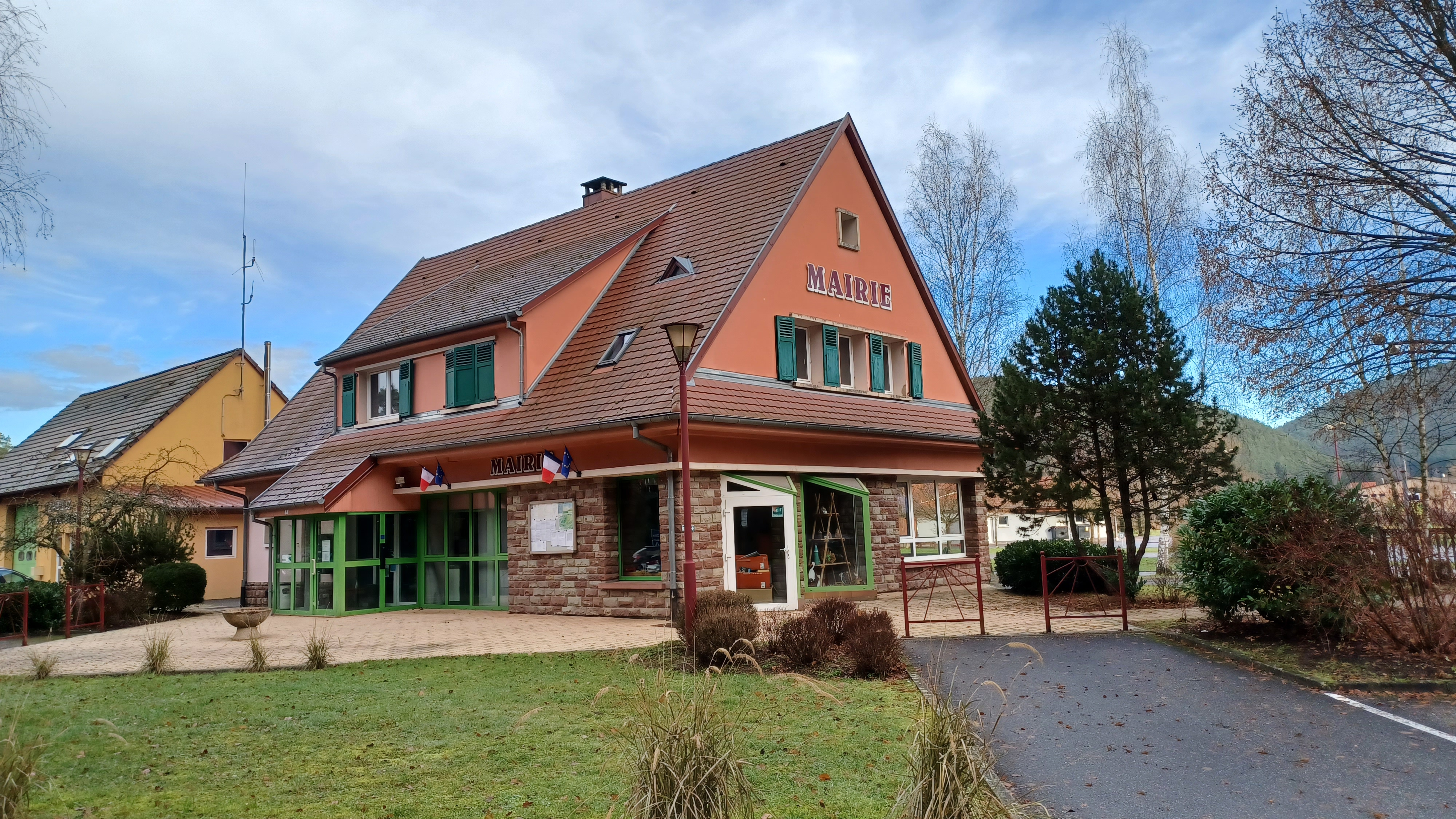
Mairie.

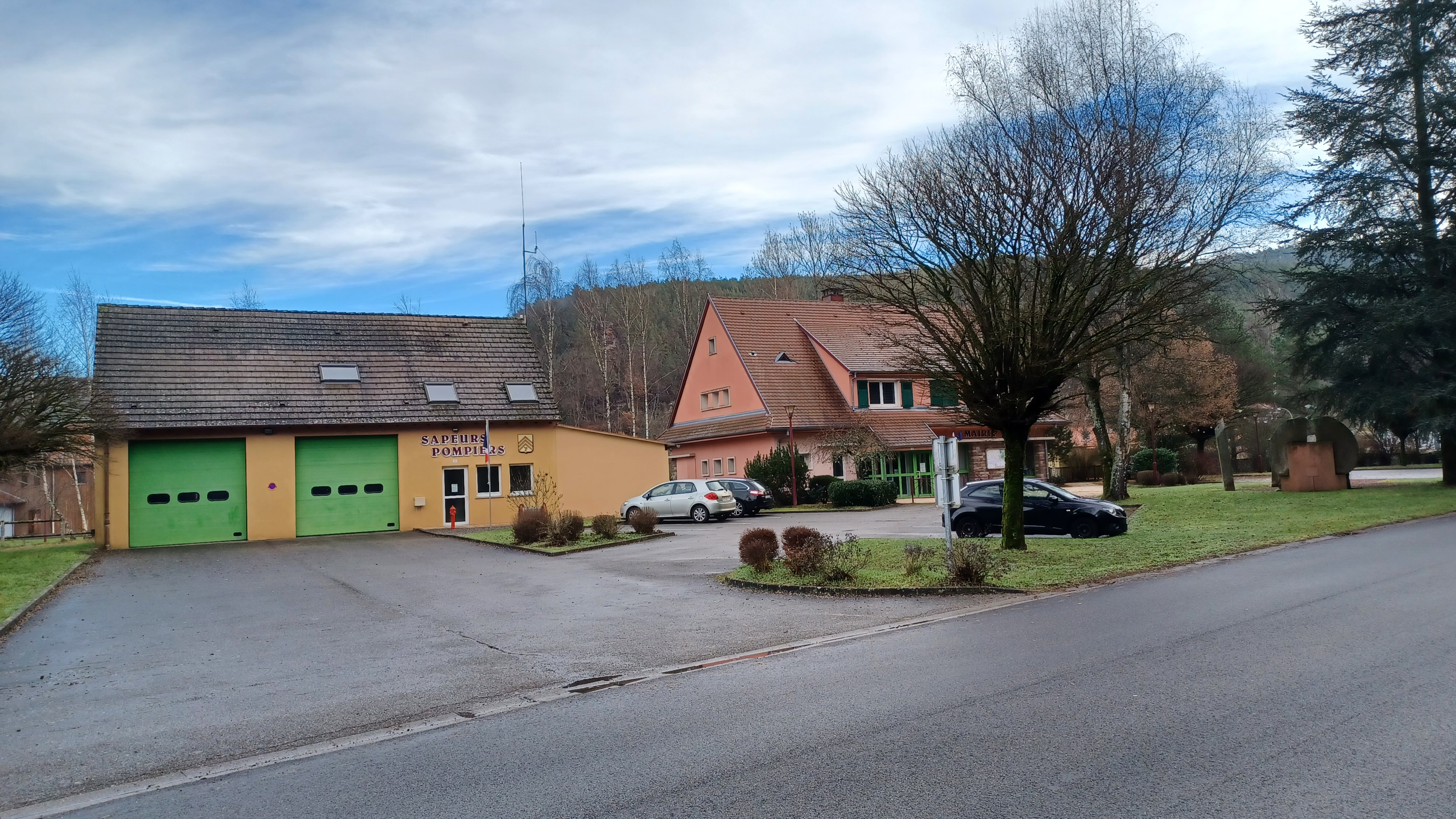
Bâtiment sapeurs pompiers.

En 2023, le budget de la commune était constitué ainsi :
- total des produits de fonctionnement : 439 000 €, soit 716 € par habitant ;
- total des charges de fonctionnement : 391 000 €, soit 637 € par habitant ;
- total des ressources d'investissement : 273 000 €, soit 445 € par habitant ;
- total des emplois d'investissement : 269 000 €, soit 439 € par habitant ;
- endettement : 398 000 €, soit 650 € par habitant.

Avec les taux de fiscalité suivants :
- taxe d'habitation : 8,59 % ;
- taxe foncière sur les propriétés bâties : 23,46 % ;
- taxe foncière sur les propriétés non bâties : 53,95 % ;
- taxe additionnelle à la taxe foncière sur les propriétés non bâties : 0,00 % ;
- cotisation foncière des entreprises : 0,00 %.

Chiffres clés Revenus et pauvreté des ménages en 2021 : médiane en 2021 du revenu disponible, par unité de consommation : 22 950 €.

## Population et société

### Démographie

#### Pyramide des âges
L'évolution du nombre d'habitants est connue à travers les recensements de la population effectués dans la commune depuis 1793. Pour les communes de moins de 10 000 habitants, une enquête de recensement portant sur toute la population est réalisée tous les cinq ans, les populations de référence des années intermédiaires étant quant à elles estimées par interpolation ou extrapolation. Pour la commune, le premier recensement exhaustif entrant dans le cadre du nouveau dispositif a été réalisé en 2006.

En 2022, la commune comptait 615 habitants, en évolution de −0,16 % par rapport à 2016 (Moselle : +0,52 %, France hors Mayotte : +2,11 %).
| 1793 | 1800 | 1806 | 1875 | 1880 | 1885 | 1890 | 1895 | 1900 |
| ---- | ---- | ---- | ---- | ---- | ---- | ---- | ---- | ---- |
| 293  | 237  | 229  | 598  | 600  | 619  | 601  | 546  | 571  |

| 1905 | 1910 | 1921 | 1926 | 1931 | 1936 | 1946 | 1954 | 1962 |
| ---- | ---- | ---- | ---- | ---- | ---- | ---- | ---- | ---- |
| 550  | 552  | 513  | 485  | 480  | 507  | 508  | 540  | 517  |

| 1968 | 1975 | 1982 | 1990 | 1999 | 2006 | 2011 | 2016 | 2021 |
| ---- | ---- | ---- | ---- | ---- | ---- | ---- | ---- | ---- |
| 524  | 503  | 468  | 504  | 531  | 539  | 615  | 616  | 608  |

| 2022 | - | - | - | - | - | - | - | - |
| ---- | - | - | - | - | - | - | - | - |
| 615  | - | - | - | - | - | - | - | - |

La population a doublé entre 1800 et 1900. Elle est restée relativement stable depuis cette période et compte encore 531 habitants au recensement de 1999.
Entre 1810 et 1874, le village de Philippsbourg appartenait à la commune de Baerenthal.
En 2022, la population légale est de 615 habitants, appelés les Philippsbourgeois.

### Enseignement
La commune de Philippsbourg est située dans l'Académie de Nancy-Metz et dépend de la zone A.
Établissements d'enseignements :
- Groupe scolaire sur la commune[53],
- École maternelle à Baerenthal, Dambach, Éguelshardt,
- École élémentaire protestante,
- Collège à Niederbronn-les-Bains, Reichshoffen, Bitche, Lemberg, Ingwiller,
- Lycées à Bitche, Bouxwviller, Walbourg.

### Santé
Professionnels et établissements de santé :
- Médecins à Niederbronn-les-Bains, Zinswiller,
- Pharmacies à Oberbronn, Niederbronn-les-Bains,
- Hôpitaux à Niederbronn-les-Bains, Bitche.

### Cultes

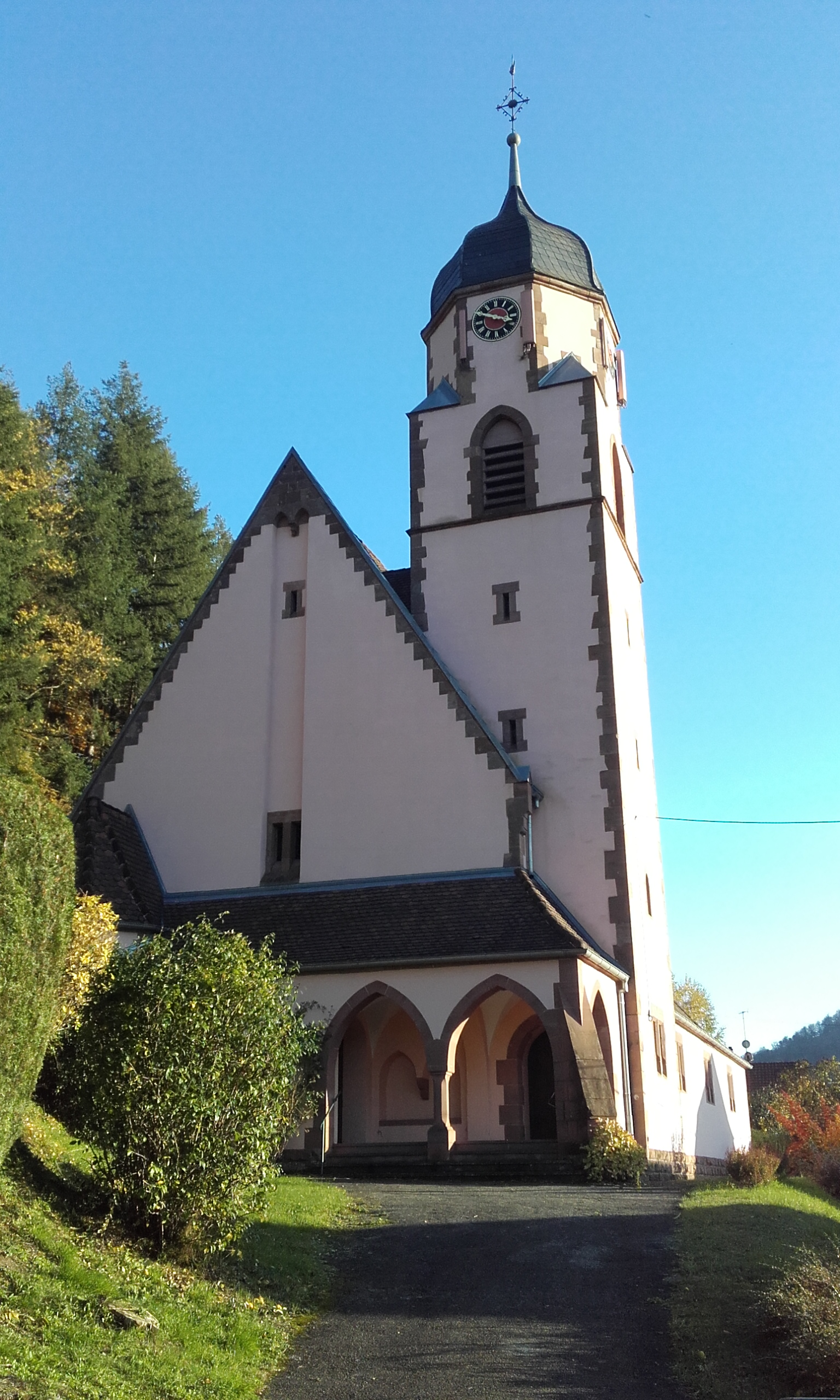
Église luthérienne.

Avant la Réforme, le territoire forme une annexe de la paroisse d'Obersteinbach, dans l'archiprêtré du Haut-Haguenau au diocèse de Strasbourg. En 1564, le comte Philippe IV de Hanau-Lichtenberg introduit la Réforme et Philippsbourg devient succursale de la paroisse protestante d'Offwiller jusqu'en 1700, date à laquelle le village est érigé en paroisse, avant de redevenir annexe de la paroisse protestante du village voisin de Baerenthal en 1739.
L'église protestante est construite en 1912 par l'architecte allemand Arthur Kickton dans le style de l'architecture gothique de l'Allemagne du Sud.
L'édifice possède un porche en façade et un toit à très forte pente, qui lui donnent un genre très pittoresque. Cette situation religieuse particulière explique l'absence de croix de chemin dans ces deux villages.
Pour les catholiques, le village est depuis 1804 une annexe de la paroisse d'Eguelshardt, au diocèse de Metz.
La chapelle Notre-Dame-de-Lourdes est construite en 1905.

## Économie

### Entreprises et commerces

#### Agriculture
- En bordure de la route de Niederbronn, isolée à quelques centaines de mètres seulement de l'Alsace, une ferme à pan-de-bois s'organise autour d'une cour fermée. Le logis illustre bien l'évolution de la mise en œuvre des bâtiments : la partie la plus ancienne, au fond de la cour, datée 1744, a un premier niveau en maçonnerie et un second niveau en colombage, tandis que l'aile en retour d'équerre ajoutée en 1836 a sa façade principale en moellon crépi, le pan-de-bois étant relégué à l'arrière. Dans la cour, un hangar est daté 1821 et porte le nom des propriétaires de l'époque[57].
- Écurie & services de l'Ailleursland[58].
- Élevage de chiens et de chats[59].
- Petit élevage de poules pondeuses.
- Agriculture : L’opération Ferme en ferme[60] organisée par l'Association mosellane d’économie montagnarde (Amem).

#### Tourisme

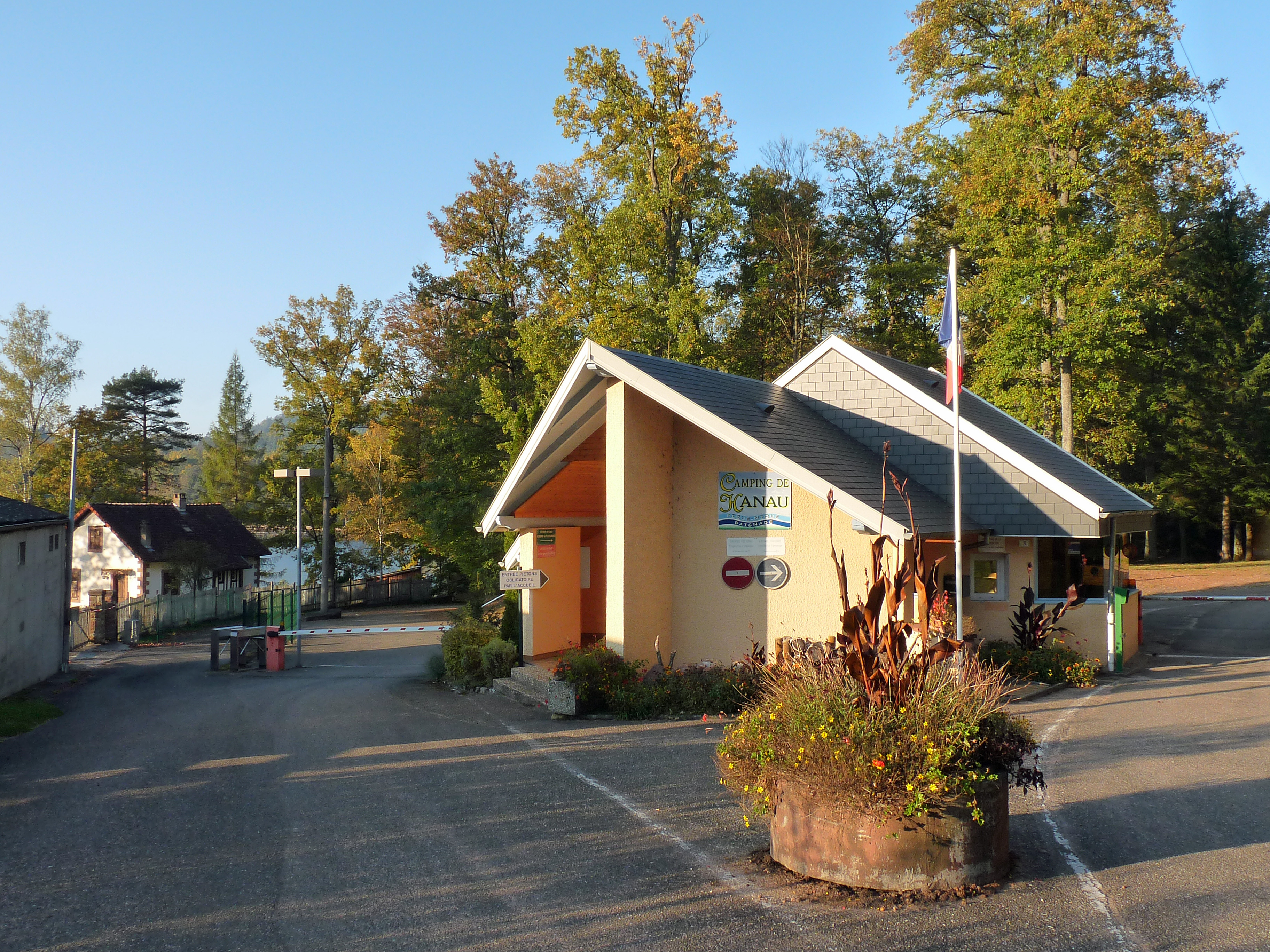
Entrée du camping de l'étang de Hanau.

Depuis fin 2008, Philippsbourg est classé Station Verte, label qui reconnaît les efforts consentis dans les domaines du tourisme, du patrimoine, de l'environnement.
- Hôtels[61].
- Auberge et restaurants[62].
- Étang de Hanau : camping[63].
- Rochers d'escalade équipés du Philippsfels et du Landersberg et baignade dans l'étang de Hanau[64].

#### Commerces et artisanat
- Saboterie[65].
- La poterie, présentant les différents stades de la cuisson des objets[66].
- Fabricant de bougies naturelles[67].
- Commerces et services de proximité[68] et à Bitche.
- Moulins et anciennes scieries dite Unter de Philippsbourg, l'Untermuhle de Hanau, de Lieschbach du village[69].

## Culture locale et patrimoine

### Dialecte
Contrairement à ce qu'on lit parfois, Philippsbourg, comme Baerenthal, relève encore du domaine des dialectes franciques du moyen allemand et non pas de l'alémanique. Bien que le vocalisme de son dialecte rappelle déjà le dialecte alémanique du Bas-Rhin, Philippsbourg est situé à l'ouest de la ligne d'isoglosse P/PF (on y dit par exemple "Kopp", tête, et "Appel", pomme, et non pas "Kopf" et "Apfel" comme dans les dialectes de l'allemand supérieur).
Sur le plan culturel, la seconde moitié du XXe siècle se caractérise par la diffusion de la langue française dans le village et plus largement dans l'ensemble de la population alsacienne et mosellane. Depuis le traumatisme de l'occupation nazie de 1940-1945, la langue allemande et le dialecte francique sont en net recul même si le canton de Bitche comptait encore 80 à 90 % de locuteurs du francique lorrain en 1962.
Dans les conversations en français de Moselle germanophone, outre les spécificités de l'accent francique lorrain (non distinction entre le p et le b, le ch et le j, le d et le t), la syntaxe est fréquemment bousculée par celle de l'allemand. Parmi les autres tendances lourdes figurent l'inversion entre le prénom et le nom (Muller Michel), l'usage fréquent d'abréviations pour les noms de localités (Goetz', Meis', Reip', Pfaff', Stras'), et l'emprunts de mots à la langue francique rhénane (Bix, Flammkuche, Schnaps, Scheslon, Kirb).

### Lieux et monuments

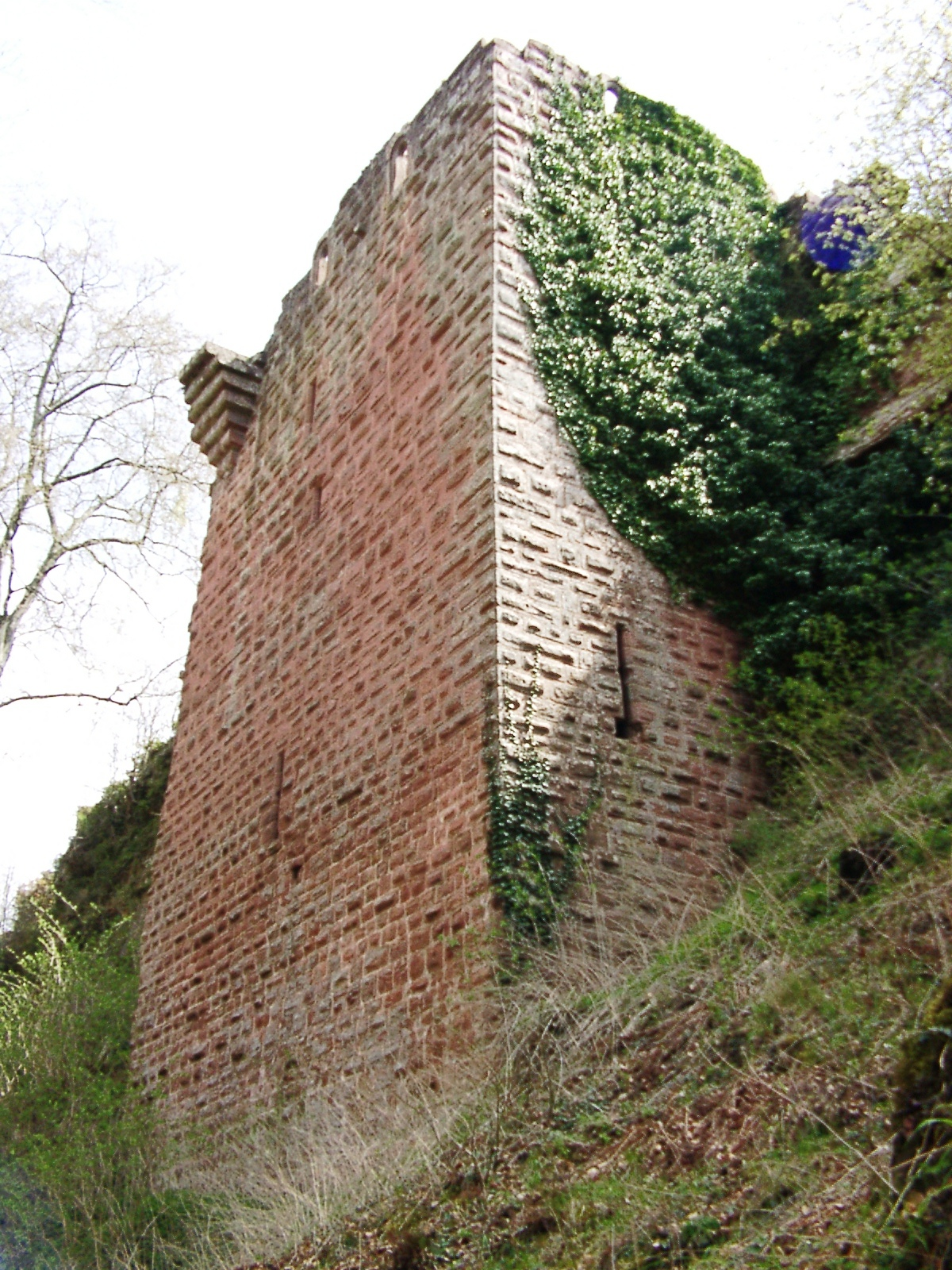
Château de Falkenstein[71].
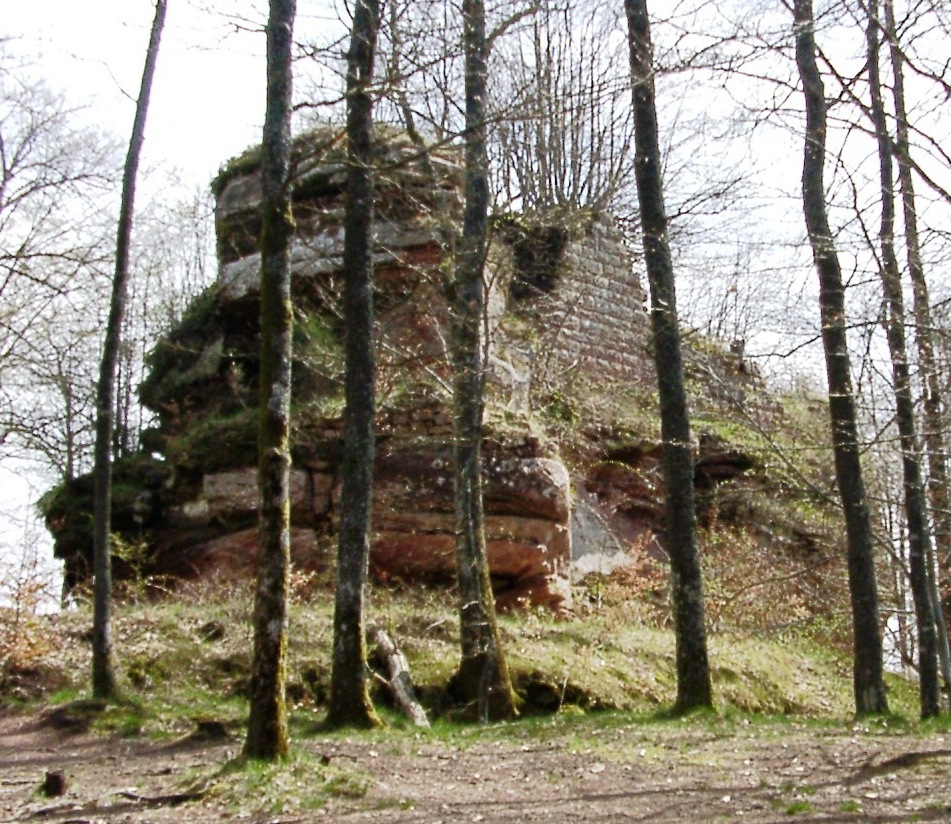
Château de Rothenburg.
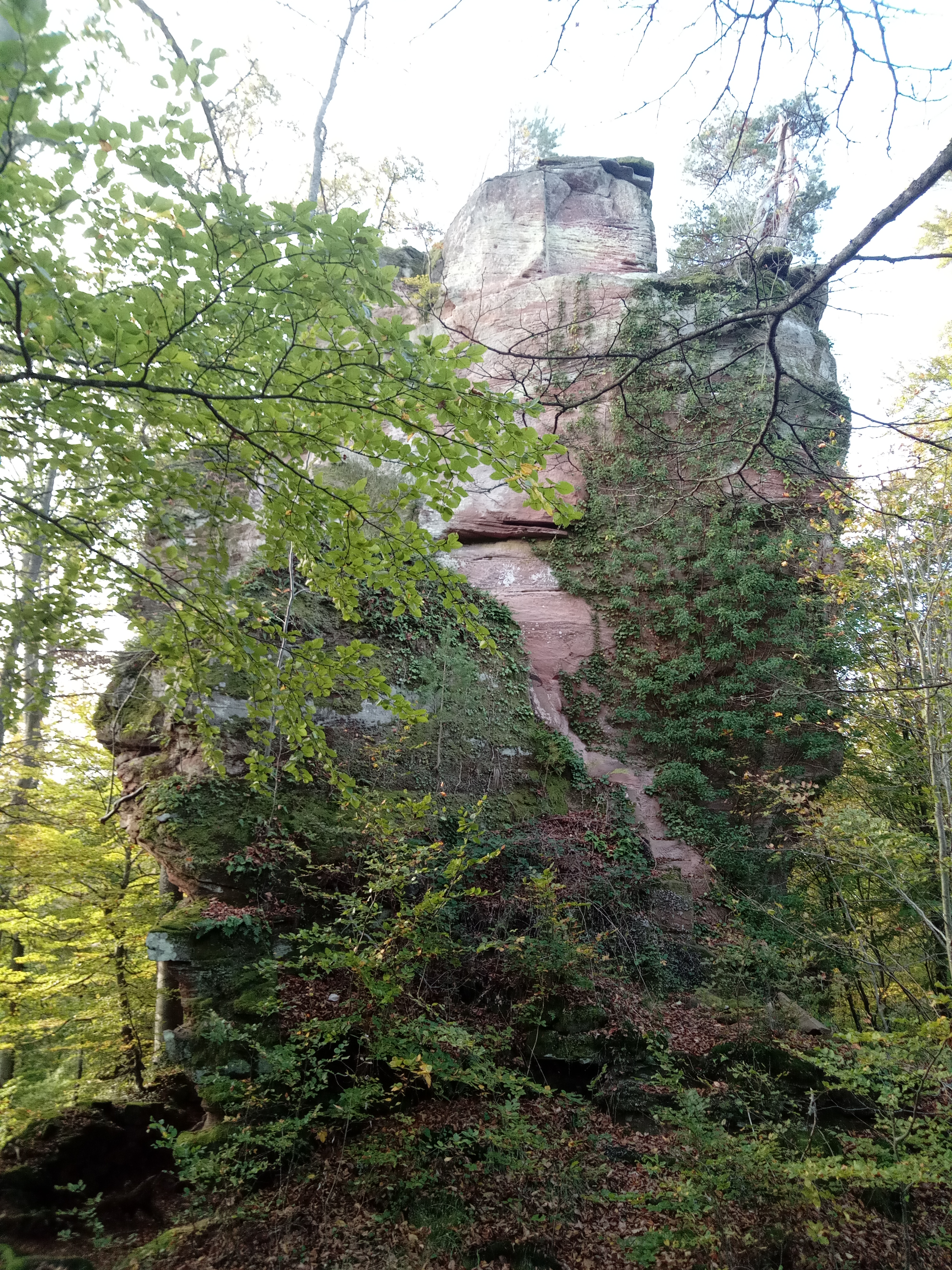
Château du Helfenstein.
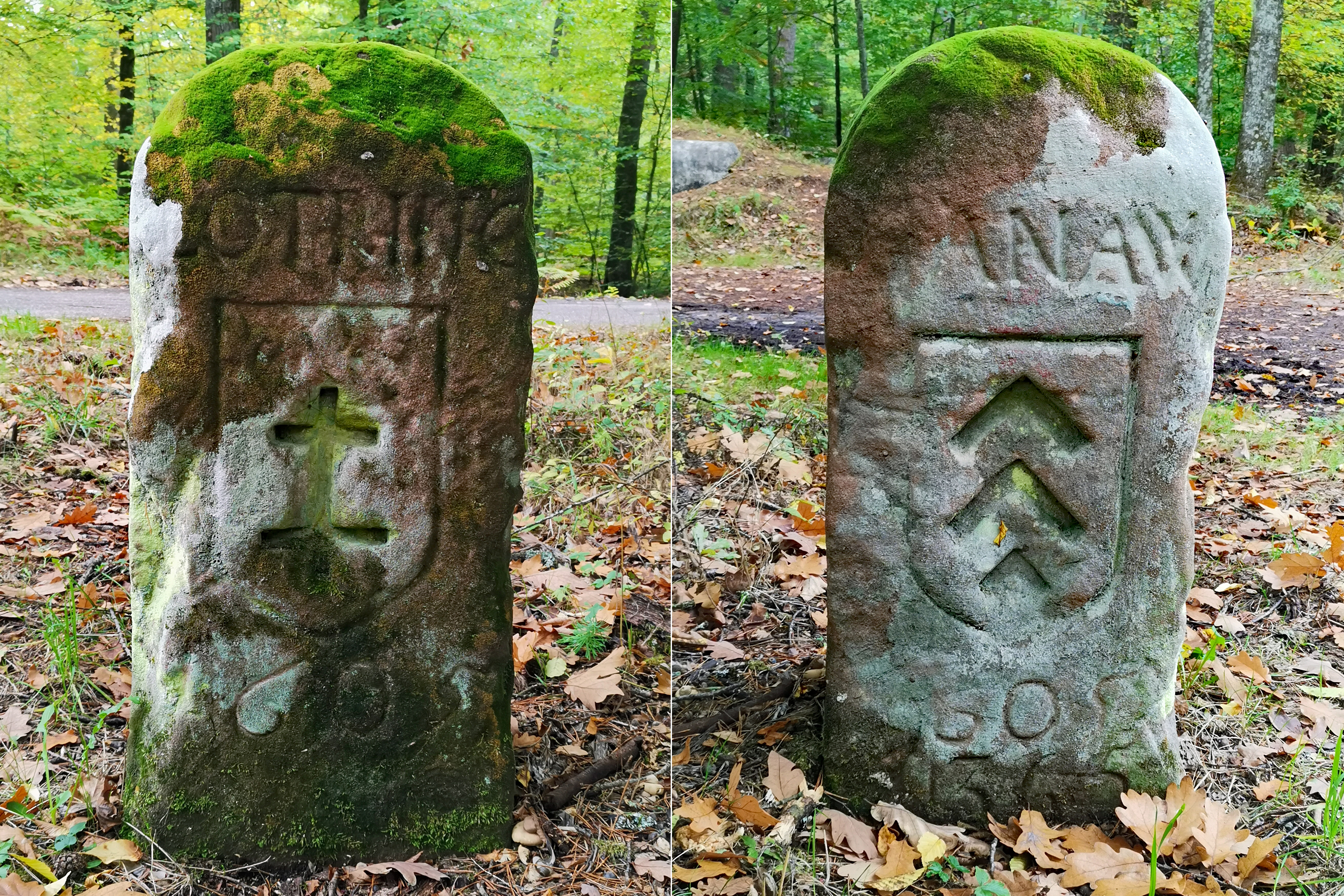
Pierre de frontière Lothringen - Hanau à partir de 1605[72].

#### Patrimoine civil
- Le château du Falkenstein[73],[74],[75], construit au début du XIIe siècle pour surveiller la vallée de la Zinsel[76].

Le château de Falkenstein (le rocher du faucon) Ancien château de Philippsbourg, construit dans la vallée en 1566 pour Philippe IV de Hanau-Lichtenberg, au lendemain de l'incendie qui ravagea le château du Falkenstein, dont il s'était rendu propriétaire en 1564, incendié en 1633. Des armoiries et une rosace sculptée datée 1604, remployées dans une ferme, sont les derniers souvenirs du château ; armoiries de Hanau-Lichtenberg.
- Le château de Rothenbourg, datant du IXe siècle.
- Les ruines du château du Helfenstein, déjà détruit en 1437[78].
- Blockhaus pour canon[79].
- Anciennes bornes frontières[80] situées sur les bans de Philippsbourg et d'Eguelshardt[81], installées en 1606 pour délimiter les territoires des seigneurs de Lorraine et de Hanau-Lichtenberg[82], classées monument historique depuis le 9 avril 1929[83],[84].
- Patrimoine rural recensé par le service régional de l'Inventaire général du patrimoine culturel[85],[86].

#### Patrimoine religieux

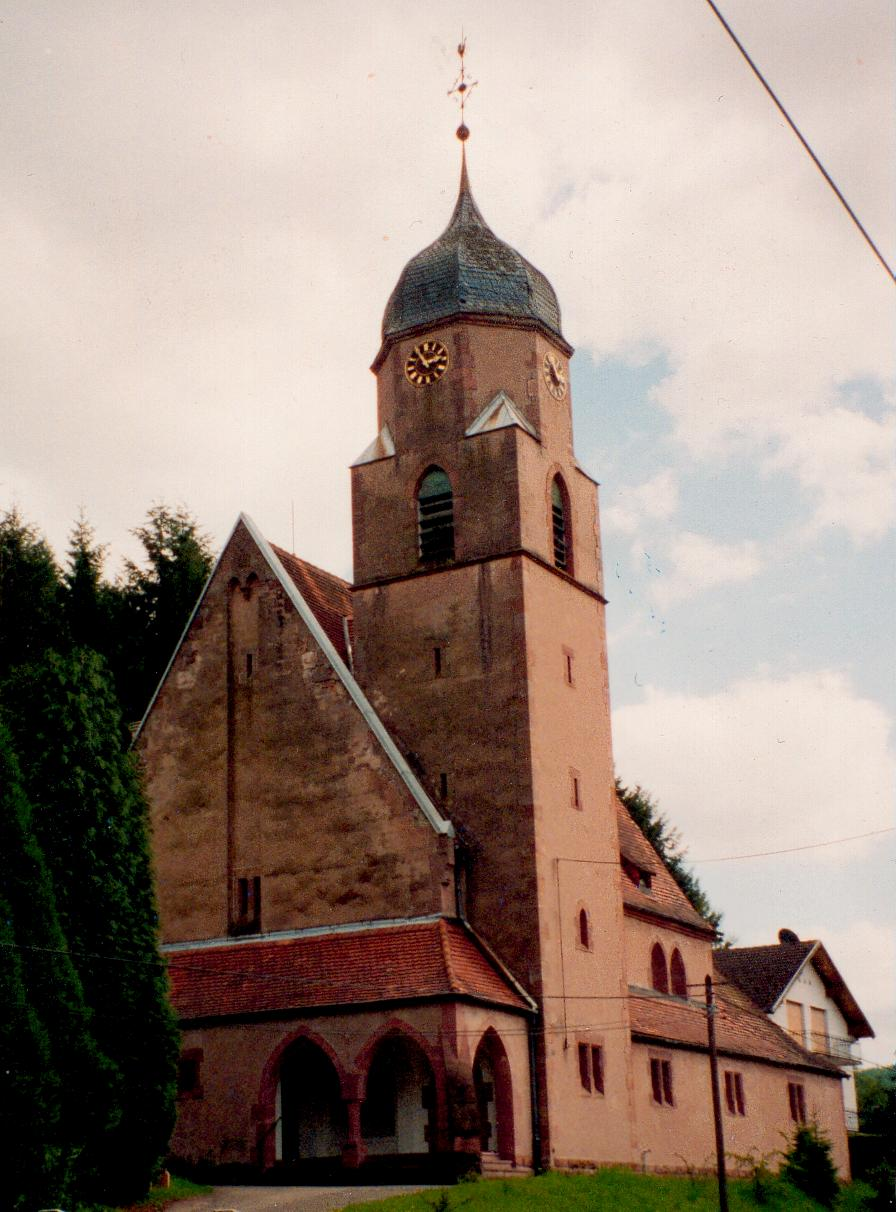
Église luthérienne[87].
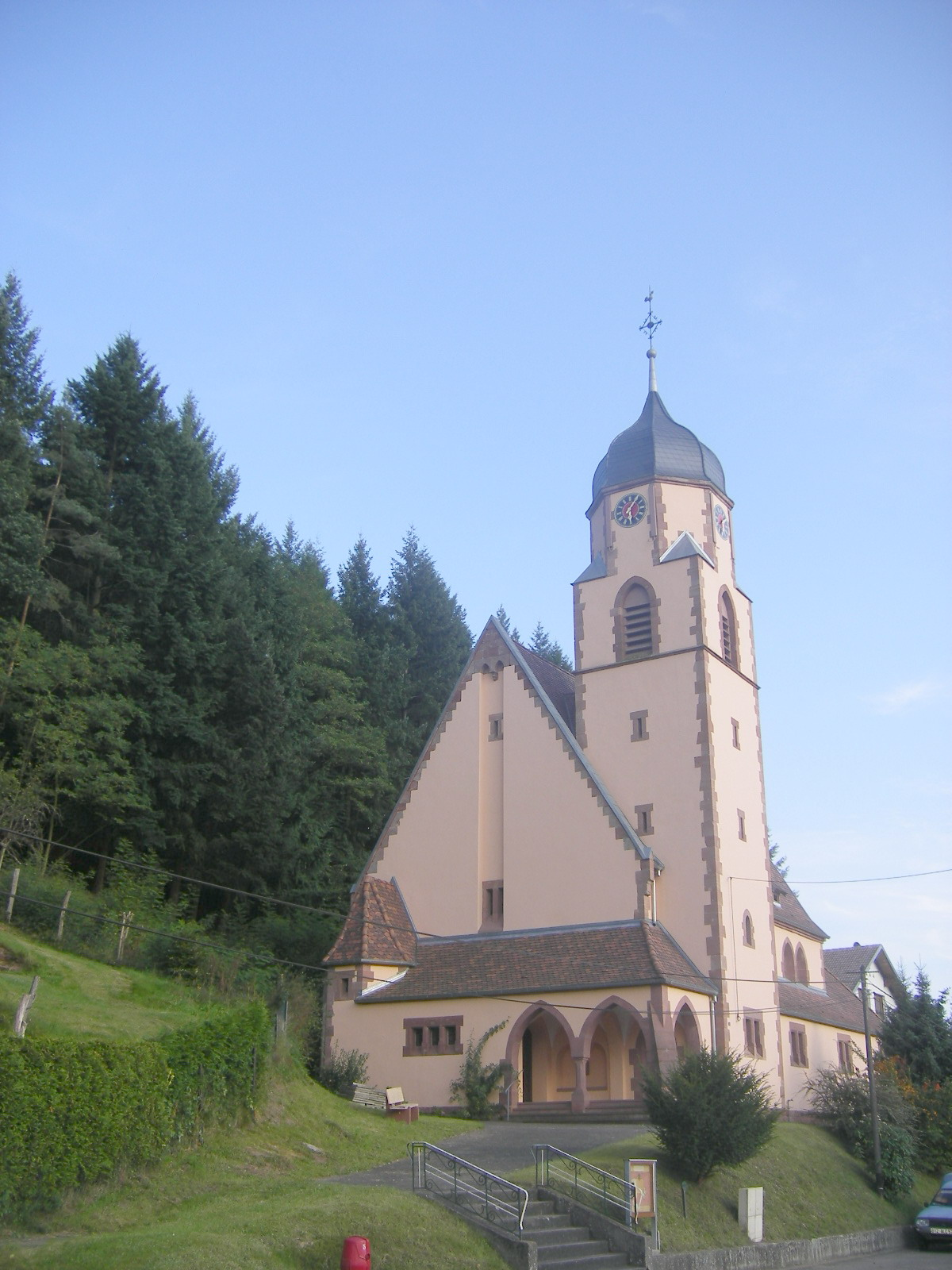
Édifice construit en 1912 par Arthur Kickton (de).
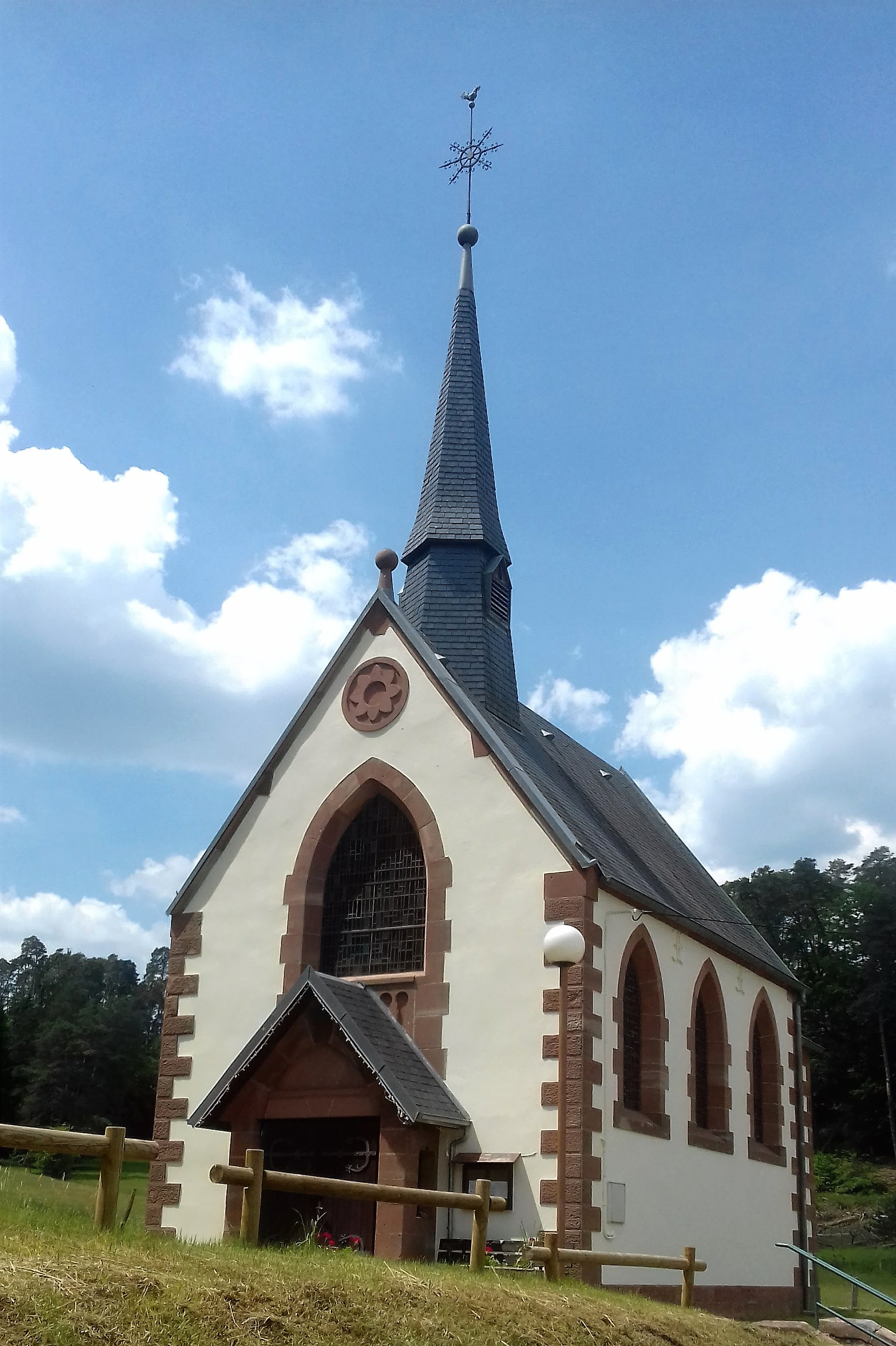
Chapelle Notre-Dame-de-Lourdes.
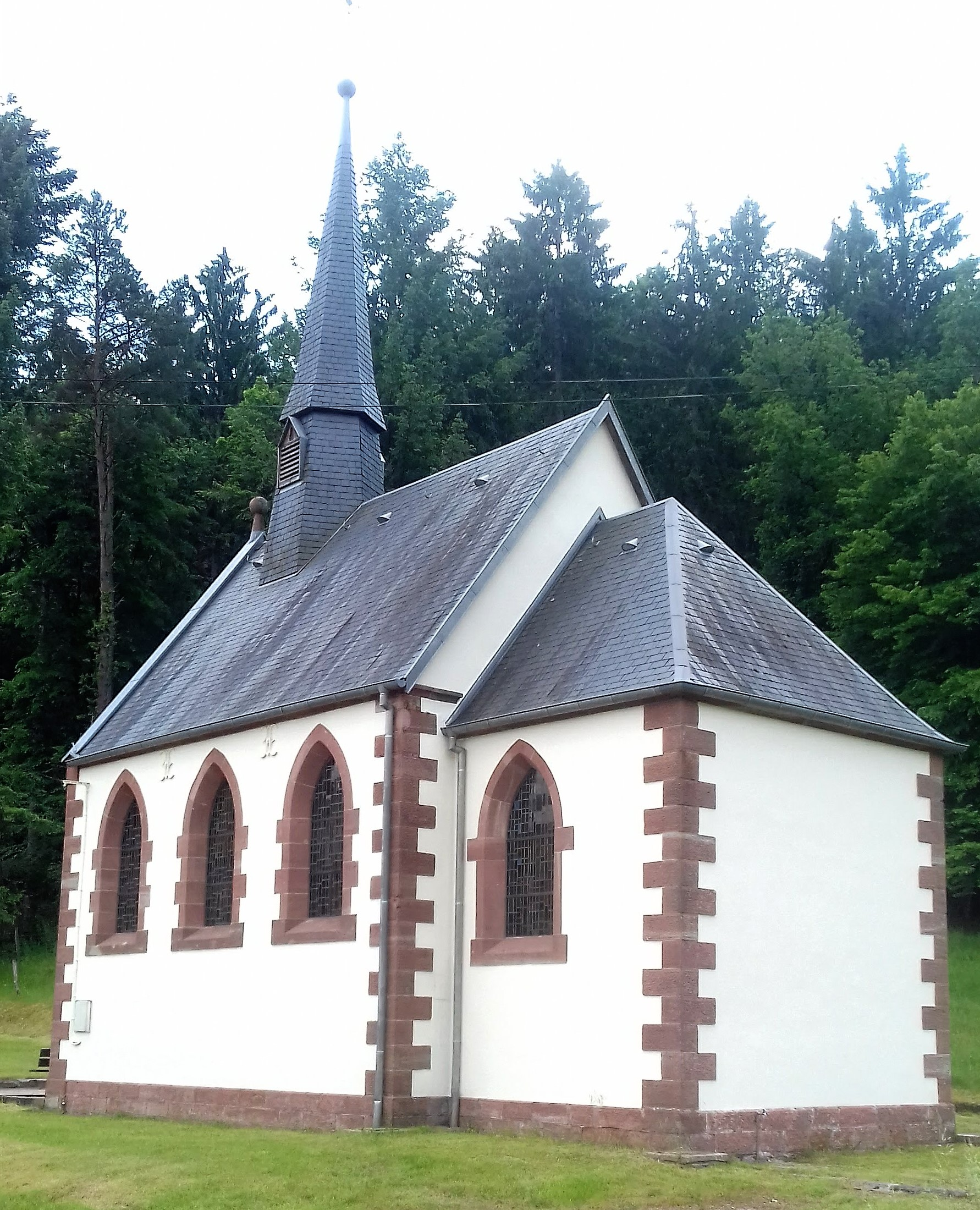
Chapelle Notre-Dame-de-Lourdes.
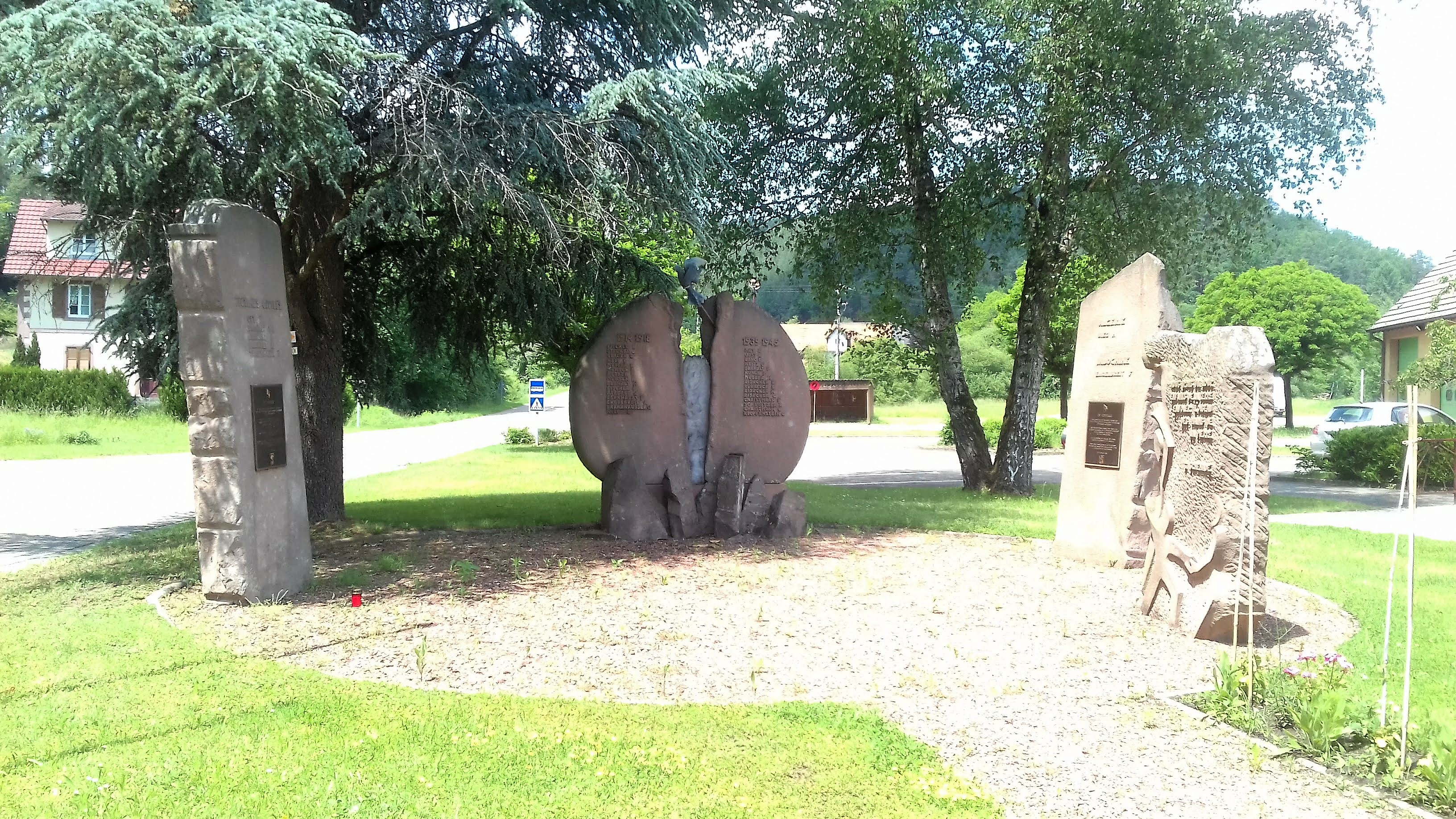
Monuments aux morts Première Guerre mondiale et Seconde Guerre mondiale.

- La chapelle Notre-Dame-de-Lourdes[88],[89]. Petite chapelle catholique de Philippsbourg, dédiée à la Vierge sous le vocable de Notre-Dame-de-Lourdes. Pour l'édification de cette chapelle en 1905-1906, les catholiques et les protestants du village de Philippsbourg se sont unis en un geste de solidarité et d'œcuménisme[90].
- Ancien cimetière israélite : Notre Dame de Lourdes, Philippsbourg
- Le temple protestant, église luthérienne[91] située rue de Niederbronn, chef-d'œuvre de l'architecture germanique, construit entre 1911 et 1913.
  - Buffet Jugendstil de l'orgue[92], dessiné par l'architecte Arthur Kickton[93],[94],[95].
- Monument aux morts[96],[97]: Conflits commémorés : 1914-1918 - 1939-1945 - Indochine (1946-1954) - AFN-Algérie (1954-1962).
- Plaque commémorative[98] dédiée par la 70e division d'infanterie (États-Unis) et la population de Philippsbourg.

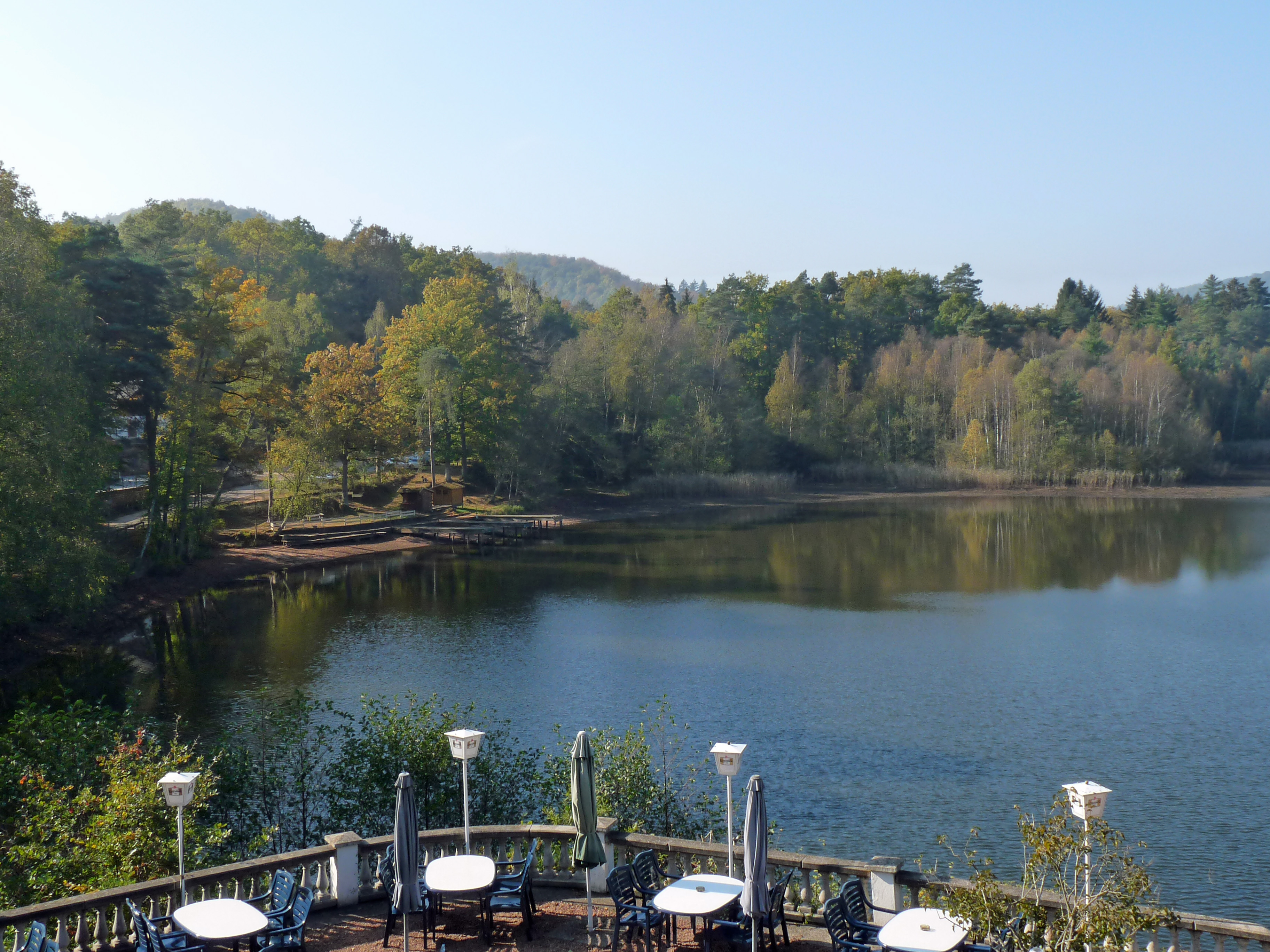
Étang de Hanau.

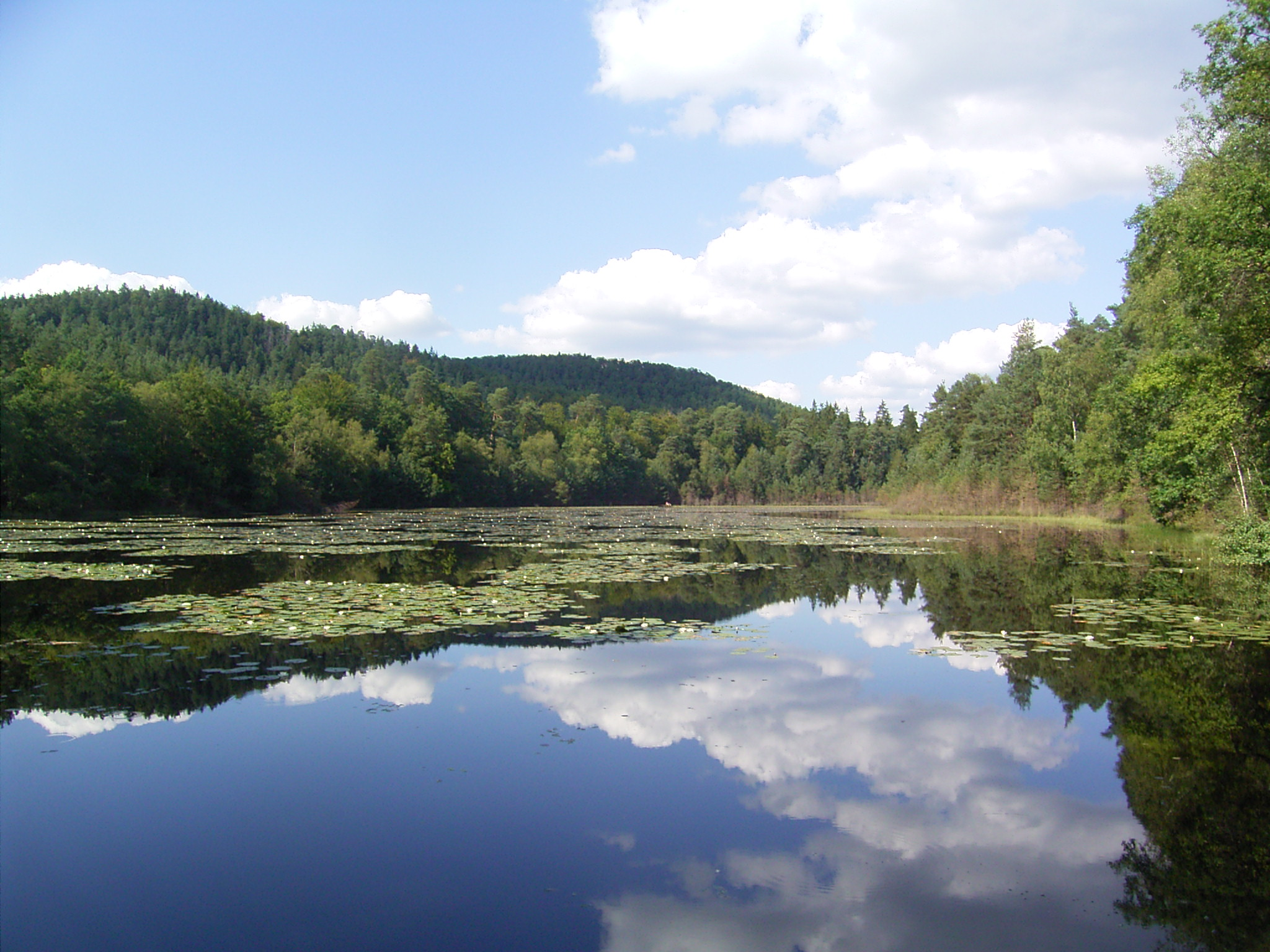
Étang du Lieschbach.

- Tombeau de la famille Brielach[99].
- Tombeau de la Famille Muller[100].

#### Patrimoine naturel
- L'étang de Hanau, au bord duquel Goethe se plaisait à se promener.
- L'étang du Lieschbach, qui permet une promenade d'une heure dans un cadre agréable et préservé.
- Le sentier botanique et forestier qui permet de découvrir la lente évolution d'une tourbière et notamment la célèbre plante carnivore, la drosera.
- Les innombrables sites rocheux, sauvages et isolés, de la Réserve naturelle nationale des rochers et tourbières du pays de Bitche[101] ; exemples : Falkenberg[102], Rothenberg, Grande et Petite Têtes de Chien, Geierstein, Kandelfels, Erbsenfels, Waldeck[103], Kachler, Petit-Steinberg, Carlsfels, Schloesschen, Zwillingsfels, Hasselberg, Rothenfels, Sandkopf, Landersberg, Armsberg, Gauchsberg, Luchsfels, Philippsfels, Wildmannsfels...
  - Formation Facteurs clés de conservation de la biodiversité forestière : Le martéloscope du Falkenberg

### Personnalités liées à la commune
- Robert Schmelck, ancien maire de Philippsbourg, premier président honoraire de la Cour de cassation.

### Héraldique
| Blason | Blasonnement : d'or aux trois chevrons de gueules accompagnés en pointe d'une lettre P du même Commentaires : Les armes et l'initiale sont ceux de Philippe IV de Hanau-Lichtenberg, qui est à l'origine de la construction en 1566 du château autour duquel s'est formé le village. |

### Jumelages
- Philippsburg (Allemagne)

Autres jumelages de Philippsburg :
 Île de Ré (France),
 Le Gua (Charente-Maritime) (France),
 Phillipsburg (États-Unis).

## Pour approfondir